# K-ration

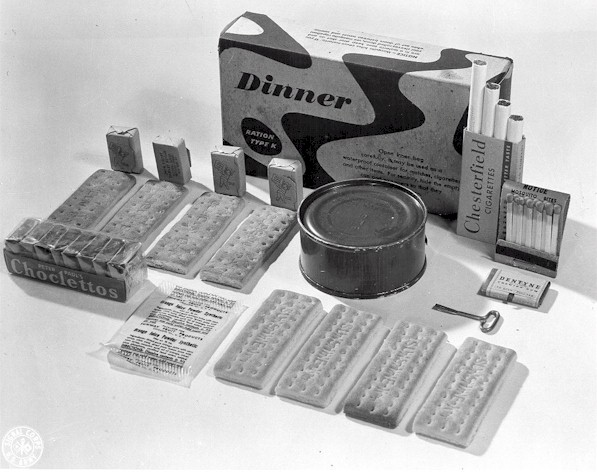
Ett middagspaket K-ration.

K-ration var en individuell daglig stridsportion som introducerades i den amerikanska armén under andra världskriget. Den skulle ursprungligen utnyttjas av luftburna styrkor, stridsvagnsstyrkor, MC-ordonnanser och andra mobila styrkor under kortare perioder. K-ration bestod av tre paket: frukost, lunch och middag.